# Lucien Lafour

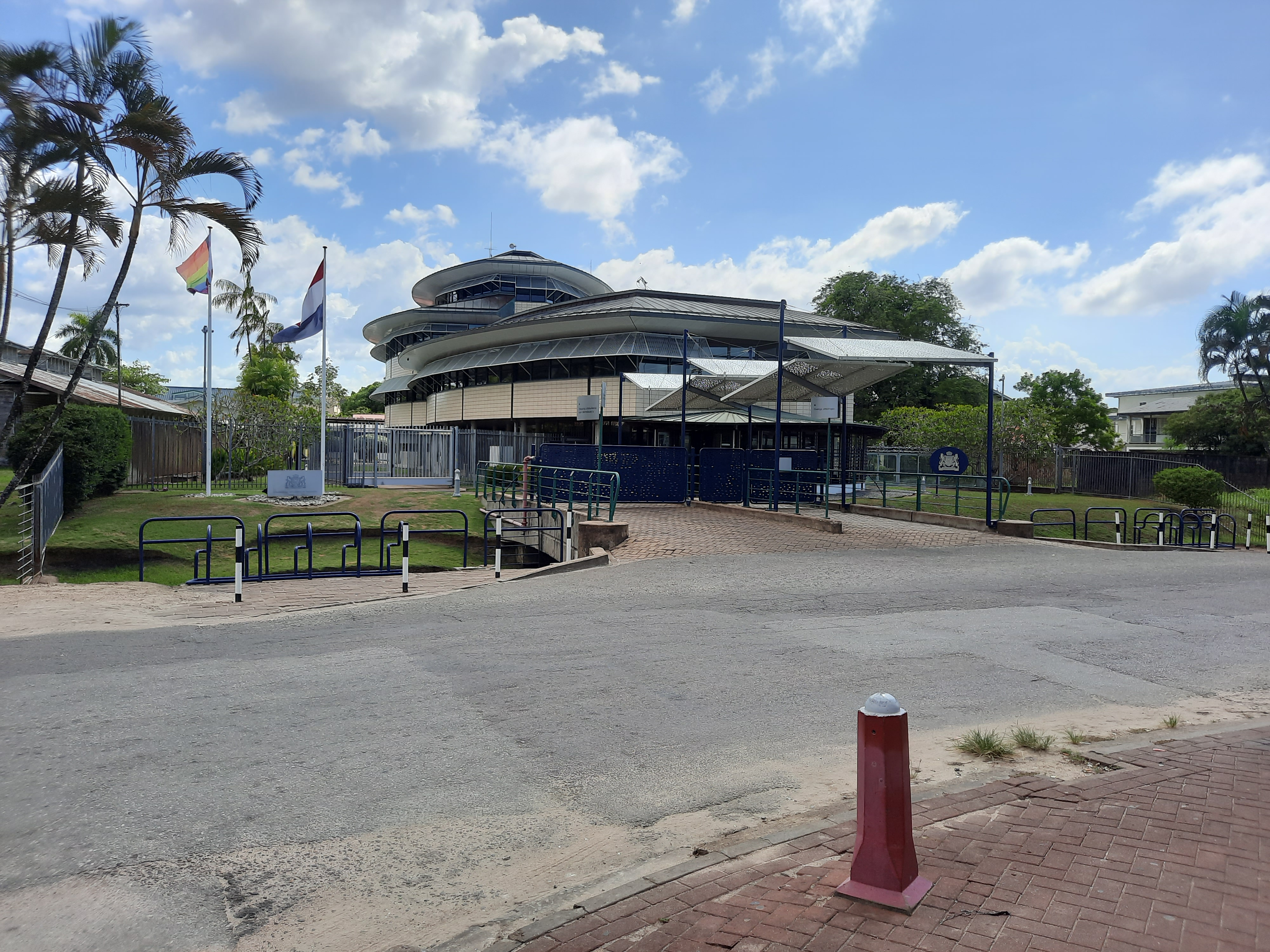
Nederlandse Ambassade van Lafour (2022)

Lucien Leonel Lafour (Amsterdam, 4 december 1942 – Amstelveen, 14 mei 2024) was een Surinaams-Nederlands architect.
Lafour werd geboren in Amsterdam en had Surinaamse voorouders, onder wie Bess Lafour, een tot slaaf gemaakte vrouw op plantage Paradise in Nickerie. Hij was één van de tien kinderen van het echtpaar Hermanus Juliaan Albertus (Albert) Lafour (met allerlei beroepen van varensgezel tot taxichauffeur) uit Paramaribo, Suriname (diens vader kwam ook uit district Nickerie) en de Amsterdamse Nicoline Houtman 
Een gedegen opleiding zat er in eerste instantie niet in. Hij moest brood verdienen als classificeerder in de Amsterdamse haven, werkzaamheden waren onder meer het schoonmaken van containers. Ondertussen schoolde zij zichzelf bij via de avondschool. Hij begon als huisschilder te werken, hij was zestien. Een interieurarchitect waarvoor hij werkte raadde hem vervolgens aan cursussen te nemen aan de Kunstnijverheidsschool (de latere Gerrit Rietveld Academie (1960-1965). Een van zijn docenten Aldo van Eyck leerde hem daar, dat er eigenlijk weinig verschil was tussen binnenhuis- en buitenhuisarchitectuur. Lafour werd interieurontwerper en –decorateur, maar werd toch langzaam de architectuur ingezogen, mede door zijn werkzaamheden in als medewerker op het kantoor van Aldo van Eyck. Hij kwam er ook in contact met architecten als Piet Blom, Theo Bosch (en diens weduwe Marijke Bouwman), Marius Duintjer en Herman Knijtijzer.
Hij ging begin jaren zeventig in Suriname werken. Vanaf 1977 werkte hij samen met Rikkert Wijk. Zij vestigden zich in 1980 in Amsterdam (Lafour & Wijk Architecten). Hun bureau werd gespecialiseerd in sociale woningbouw, met name in Amsterdam, maar ook in Middelburg, Heerhugowaard, Almere en elders. Niet zelden overlegde Lafour met aanstaande bewoners van de door hem ontworpen nieuwbouw, hetgeen de stroming in later tijden de naam gaf van “humane architectuur”
Suriname bleef niet ver weg, want door middel van Stichting Brasa zette hij stadsherstel in Paramaribo op de kaart, mede door het oprichten van de eerste sociale woningbouwvereniging (Sekrepatu) in Suriname. Andere werken aldaar van zijn/hun hand waren een schoolgebouw in Galibi en een ziekenhuis/gezondheidscentrum in Mariënburg
Werken van Lafour en Wijk zijn voornamelijk te vinden in de Amsterdamse architectenbuurt op het oude abattoirterrein. Dat complex leverde hun de Wibautprijs op, het project aan de Realengracht de Merkelbachprijs. Ook ontwerpen voor het Olympisch Kwartier, Park de Meer Het Funen, Witteneiland en Van Reigersbergenstraat leverden waardering op. Wellicht zijn bekendste werk bevindt zich in Paramaribo: de Nederlandse ambassade aan de Van Roseveltkade. Het in 1996 geopende gebouw heeft de vorm van twee ellipsen in elkaar verweven. In 2009 vertrok Rikkert Wijk (pensioen) uit het kantoor en Lafours tweede vrouw Inez Liem werd zijn nieuwe (zaken)partner (Lafour Architecten, tot eind 2023). 
In 2011 werd hij voor zijn werkzaamheden benoemd tot ridder in de Orde van Oranje-Nassau. ARCAM besteedde toen aandacht aan hem met een expositie. Toen hij het rustiger aan ging doen, nam hij een nieuwe hobby op zich; het bespelen van de tenorsaxofoon.
Lafour kreeg de maanden voor zijn overlijden steeds meer beperking opgelegd door wat later gediagnosticeerd werd als spinale musculaire atrofie. Na een half jaar na de diagnose overleed hij aan de ziekte. 
Zijn overlijden op 81-jarige leeftijd betekende voor Amsterdam in korte tijd het verlies van een tweede architect binnen de sociale woningbouw, want Paul de Ley overleed enkele maanden voor Lafour.
- Gemeinsame Normdatei: 1089125828
- International Standard Name Identifier: 0000 0000 7894 1178
- Library of Congress Control Number: n93004440
- Nederlandse Thesaurus van Auteursnamen: 133735419
- RKD-Nederlands Instituut voor Kunstgeschiedenis: 119592
- Union List of Artist Names: 500084570
- Virtual International Authority File: 28737390
- WorldCat: E39PBJqvYjC7wrbv9brccmtMyd